# Alatina madraspatana
Alatina madraspatana Menon, 1930 è una cubomedusa tropicale della famiglia Alatinidae.

## Distribuzione e habitat
La A. madraspatana vive nelle acque tropicali dell'Oceano Indiano.

## Caratteristiche
Le dimensioni della A. madraspatana sono di 110mm di lunghezza per gli esemplari adulti. La medusa e dotata di sei occhi per ropalio, una caratteristica che ha in comune con la A. pyramis, anche se nella madraspatana l'occhio centrale è dotato di una lente simile al cristallino. Sono stati segnalati cinque canali nel velarium.